# Adolfo Clavarana
Adolfo Clavarana y Garriga (9 septembre 1844 - 14 février 1905) était un avocat espagnol et propagandiste catholique.

## Biographie
Adolfo Clavarana naquit au sein d'une famille de petits commerçants à Orihuela et obtint son diplôme de l'école de commerce en 1863. Contrairement aux désirs de ses proches, il rejeta la gestion de l'entreprise familiale et tenta de vivre de l'art, développant un profond intérêt pour la musique, la peinture, les caricatures et la poésie. Il entama par la suite une carrière en droit, obtenant sa licence à l'Université de Salamanque en 1874.
Sa profession juridique lui valut une grande réputation dans sa ville natale. Issu d'une famille résolument libérale, Clavarana débuta ses activités politiques dans la faction fusionniste et devint rapidement un chef local du Parti libéral. Cependant, au cours de sa jeunesse, il devint un lecteur assidu du traditionaliste Jaime Balmes, qui influença grandement son adhésion ultérieure à l'intégrisme.
Il occupa les fonctions de syndic et de secrétaire au conseil municipal, se distinguant lors des élections locales. Déçu par la politique libérale, il quitta cependant le parti alors dirigé par Práxedes Mateo Sagasta.
Après avoir participé à des exercices spirituels jésuites, il prit la résolution de se consacrer à la défense de la religion catholique. Clavarana déclara par la suite :

« Si je dois me donner à Dieu, je dois le faire entièrement. L'aimer et le servir dans le cœur et à la maison, et aider dans la sphère publique ceux qui œuvrent au sein du gouvernement national pour extirper la foi du peuple et la supprimer de la nation espagnole et du monde entier, ne peut être envisagé : je déclare donc la guerre au libéralisme, l'ennemi du Christ aujourd'hui, et je me tiendrai courageusement contre lui. »

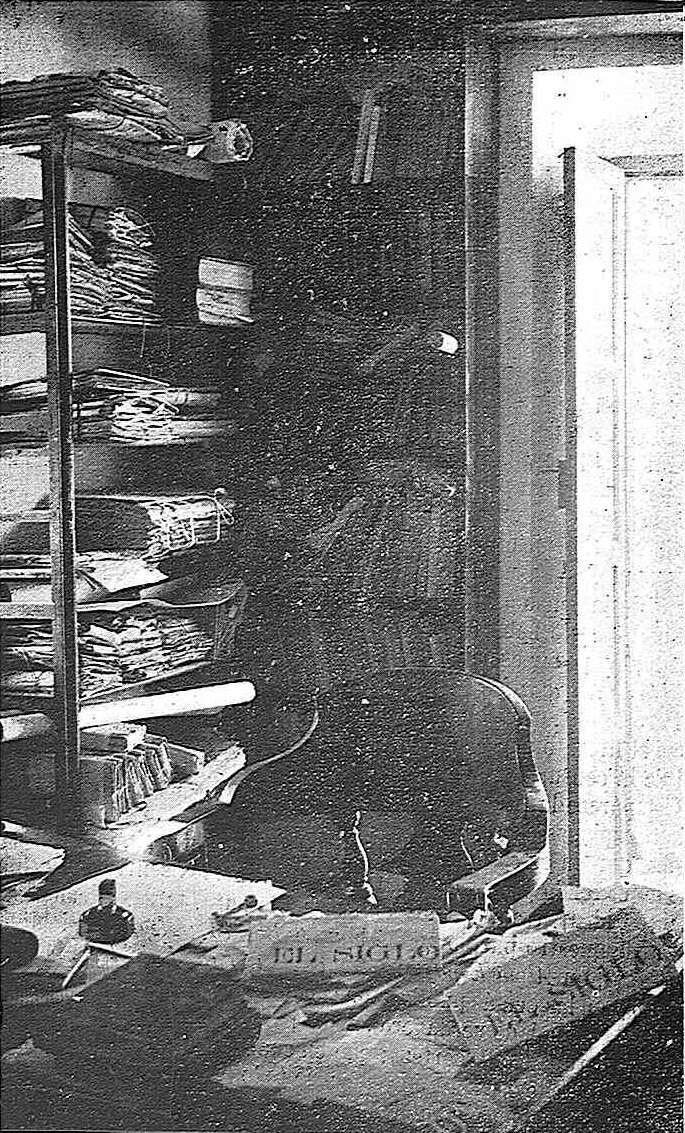
Bureau d'Adolfo Clavarana. Quelques éditions du journal intégriste El Siglo Futuro peuvent être aperçues sur la table.

Adolfo Clavarana commença ses activités en tant que journaliste à El Segura (1878-1879), tout en exerçant encore le droit. En 1879, il participa au premier Conseil d'Administration de la Caisse d'Épargne Mutuelle d'Orihuela.
En février 1883, il publia un article long et très controversé dans La Voz de Orihuela attaquant la Franc-maçonnerie et défendant les Jésuites après un incident violent dans une église. Clavarana était particulièrement proche de la Compagnie de Jésus et passait chaque matin un long moment à prier dans leur église avant d'aller travailler. Il fonda La Lectura Popular la même année, un magazine catholique, et cessa d'exercer le droit pour consacrer plus de temps au journalisme, affirmant que sa profession lui causait une "indignation perpétuelle" en plus de profonds conflits moraux. Le magazine publia régulièrement des articles sur des thèmes sociaux, politiques, littéraires, économiques, historiques, juridiques et philosophiques, en privilégiant toujours ceux sur la théologie et la religion.
Il rejoignit le mouvement carliste et prit parti pour Ramón Nocedal lors du schisme intégriste. Clavarana participa ensuite à l'assemblée fondatrice du parti et devint l'une de ses autorités les plus influentes.
Il publia également des nouvelles, parmi lesquelles les plus célèbres étaient La correspondencia del tío Matraca, Blas Trápala, El Maestro Cerote et La llave del cielo, ainsi que El terno seco et La moneda del otro mundo, décrites par Francisco Martínez Marín comme influençant "la moitié de l'Espagne". Clavarana contribua à la popularisation des contes moralistes à son époque, en faisant une tactique largement adoptée par le catholicisme politique.
Peu de temps après la guerre hispano-américaine, Clavarana tomba gravement malade. Sur son lit de mort, il aurait déclaré que "les nations qui s'éloignent du Christ sont perdues", faisant référence à l'Espagne. Après sa mort, il fut loué dans des nécrologies par Félix Sardà y Salvany, Ramón Nocedal, Manuel Senante, le père Isla, le père Vilariño et de nombreuses autres figures du catholicisme militant espagnol.
Il était marié à Josefa Bofill, avec qui il eut de nombreux enfants. Son fils Julián Clavarana Bofill continua à éditer La Lectura Popular après la mort d'Adolfo.

## Œuvres
- Lecturas populares. Colección de cuentos, artículos y diálogos de buen humor (Madrid, 1885)
- Apuntes sobre los amojonamientos de la redonda de las salinas de Torrevieja (Orihuela, 1892)